# Cirurgia bariàtrica
La cirurgia bariàtrica inclou una varietat de procediments quirúrgics realitzats en persones que presentes una obesitat important i amb trastorns lligats a la obesitat. La pèrdua de pes a llarg termini que s'aconsegueix amb aquests procediments és degut a l'alteració de les hormones intestinals, la reducció física de la mida de l'estómac, la reducció de l'absorció de nutrients o una combinació d'aquests. Els tractaments inclouen: la reducció de la mida de l'estómac amb un implant (banda gàstrica) o mitjançant l'eliminació d'una porció de l'estómac (gastrectomia en màniga o la derivació biliopancreàtica amb encreuament duodenal) o mitjançant la resecció i re-encaminament a l'intestí prim des d'una petita bossa d'estómac (cirurgia de derivació gàstrica).
Els National Institutes of Health recomana la cirurgia bariàtrica per a les persones obeses amb un índex de massa corporal (IMC) d'almenys 40, i per a les persones amb un IMC de 35 i serioses condicions mèdiques coexistents com la diabetis mellitus. No obstant això, investigacions recents suggereixen que la cirurgia bariàtrica podria ser apropiada per pacients amb un IMC de 35 a 40 sense comorbiditats, o amb un IMC de 30 a 35 amb comorbiditats importants associades a l'obesitat.
La cirurgia bariàtrica pot tenir beneficis significatius per a la salut a més de la pèrdua de pes, inclosa la millora dels factors de risc cardiovascular, la malaltia del fetge gras, el control de la diabetis i la reducció de la mortalitat. Estudis a llarg termini del 2009 mostren que els procediments donen lloc a una pèrdua de pes significativa a llarg termini, una recuperació de la diabetis, una millora dels factors de risc cardiovascular i una reducció de la mortalitat del 40% al 23%. Una metaanàlisi del 2021 va trobar que la cirurgia bariàtrica es va associar amb una reducció del 59% i del 30% de la mortalitat per totes les causes entre adults obesos amb o sense diabetis tipus 2, respectivament. Aquesta metaanàlisi també va trobar que la mitjana de l'esperança de vida va ser 9,3 anys més llarga per als adults obesos amb diabetis que van rebre cirurgia bariàtrica en comparació amb l'atenció rutinària (no quirúrgica), mentre que l'esperança de vida va ser 5,1 anys més llarga per als adults obesos sense diabetis. Un simposi dels National Institutes of Health de 2013 resumeix que va trobar una evidència disponible d'una reducció de la mortalitat del 29%, una taxa de remissió a 10 anys de la diabetis tipus 2 del 36%, menys esdeveniments cardiovasculars i una taxa més baixa de complicacions relacionades amb la diabetis a llarg termini, en un estudi no aleatoritzat de seguiment d'intervenció de 15 a 20 anys, de l'estudi suec de subjectes obesos. El simposi també va trobar resultats similars d'un estudi de Utah utilitzant tècniques de derivació gàstrica més modernes, tot i que els períodes de seguiment dels estudis de Utah només són fins a set anys. Tot i que existeixen assaigs controlats aleatoris de cirurgia bariàtrica, estan limitats per períodes de seguiment curts. El risc de mort en el període posterior a la cirurgia és inferior a 1 de cada 1.000.